# Olgierd Szlekys

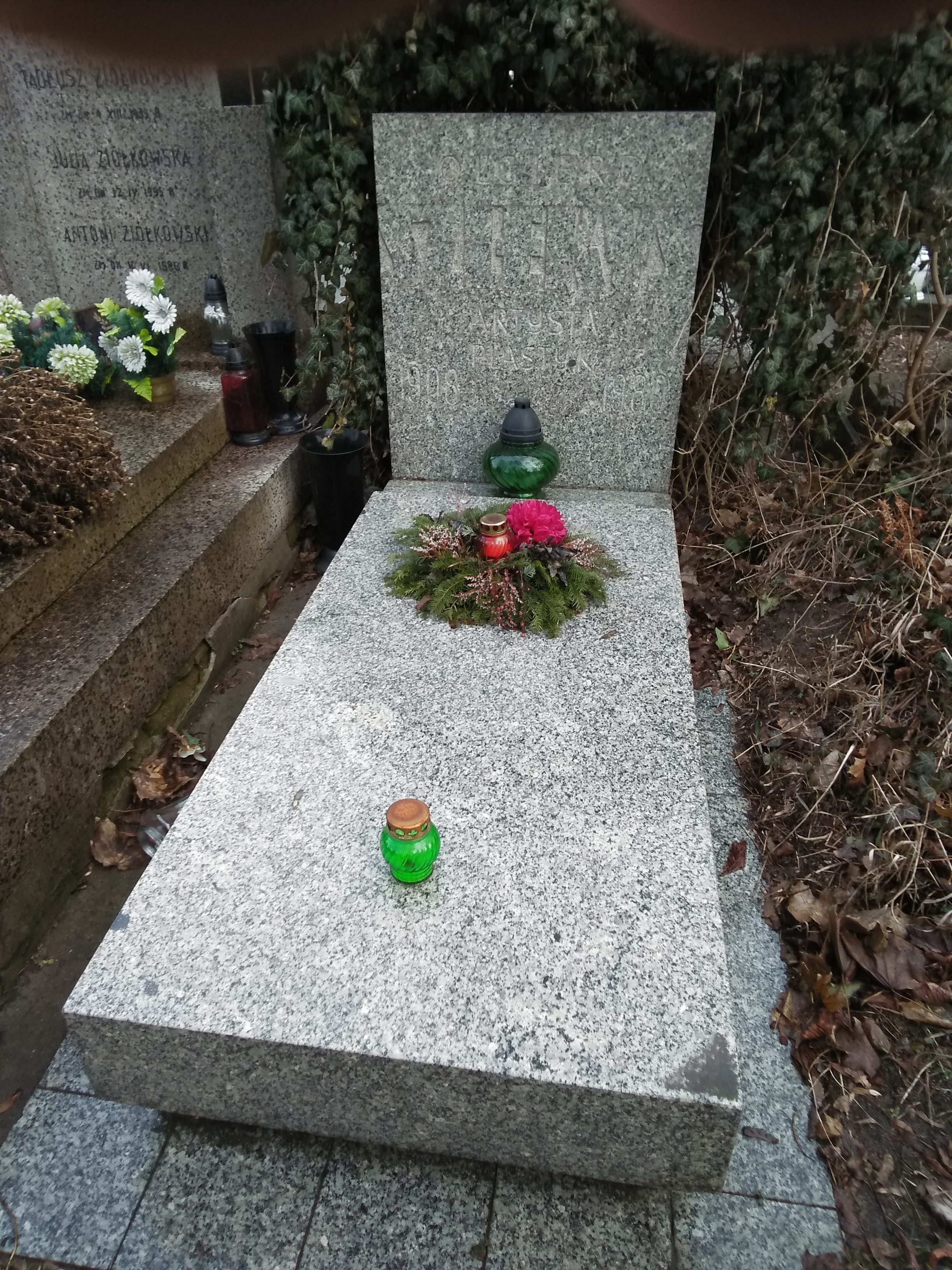
Grób Olgierda Szlekysa na cmentarzu Wojskowym na Powązkach w Warszawie

Olgierd Jan Szlekys (ur. 15 maja 1908 w Kaliszu, zm. 28 sierpnia 1980 w Warszawie) – polski architekt wnętrz, dekorator i malarz, karykaturzysta.

## Życiorys
Urodził się litewsko-polskiej rodzinie nauczycielskiej jako syn Józefa Szlekysa (zm. 1920). Na początku I wojny światowej został wraz z ojcem wywieziony w głąb Rosji, matka została w Kaliszu. W 1923 przybył do Pskowa i przyjęty do Centralnego Domu Dziecka zaczął uczęszczać do szkoły powszechnej, którą ukończył w 1924. W latach 1924–1927 uczył się w wydziale meblarstwa Technikum Artystyczno-Przemysłowego (Chudożestwenno-Promyszlennogo Tiechnikum) działającego przy Akademii Sztuk Pięknych w Leningradzie. 18 sierpnia 1927 powrócił do Polski jako repatriant. Po nostryfikacji świadectw otrzymanych w ZSRR i wymaganych egzaminach, w 1928 rozpoczął naukę pod kierunkiem prof. Karola Maszkowskiego na Wydziale Architektury Wnętrz Państwowej Szkoły Sztuk Zdobniczych i Przemysłu Artystycznego w Poznaniu, którą ukończył w 1931. W 1931 wstąpił do Szkoły Sztuk Pięknych (obecnie Akademia Sztuk Pięknych w Warszawie). Studia odbył na Wydziale Architektury Wnętrz, który ukończył w 1937 (dyplom obronił dwa lata później). W międzyczasie zajmował się projektowaniem mebli oraz stylizacją wnętrz. Od 1935 należał do Spółdzielni Artystów ŁAD (w latach 1936–1939 sprawował kierownictwo artystyczne i techniczne pracowni stolarskiej). W latach 30. był zaangażowany politycznie, jako członek Komunistycznego Związku Młodzieży Polski i Międzynarodowej Organizacji Pomocy Rewolucjonistom. W 1936 przez 29 dni był osadzony w więzieniu dla działaczy politycznych.
Po wybuchu II wojny światowej przez półtora roku utrzymywał się z dorywczej pracy, kilka miesięcy pracował w referacie przemysłowym Rady Głównej Opiekuńczej. Wraz z Władysławem Wincze i Władysławem Jaworskim od 1941 prowadził spółkę autorską specjalizującą się w projektach wnętrz i mebli. Wraz z Wincze zaprojektował wówczas m.in. tzw. zydel ładowski, zydelek „Sarenka” (1942–1943) oraz kilka mebli z mechanizmem żaluzjowym. W sierpniu 1944 został wywieziony do obozu w Pruszkowie, a następnie na roboty przymusowe do obozu pracy w Fircheu za Chojnicami.
Po wojnie, przez pół roku sprawował funkcję dyrektora gimnazjum stolarskiego w Kazimierzu Dolnym, następnie zajął się reaktywacją Spółdzielni Artystów ŁAD. W latach 1946–1948, wraz z Władysławem Wincze pełnił funkcję jej dyrektora oraz pracował w Biurze Studiów i Projektów Centralnego Zarządu Przemysłu Drzewnego. Był jednym z twórców nowego stylu w projektowaniu mebli i dekoracji wnętrz. Razem z Władysławem Wincze stworzył linię tak zwanego „stylu ładowskiego”, który do dziś jest uznawany za klasykę wzornictwa meblowego. Wiele projektów stworzyli wspólnie m.in. meble dla dzieci. Poza meblami Olgierd Szlekys zajmował się również planowaniem i aranżacją wnętrz. Projektował dekoracje ścienne oraz tworzył grafiki i szablony rysunkowe. Był autorem często stosowanego w latach 60. sposobu dekorowania wnętrz. Zaprojektował reprezentacyjne pomieszczenia polskich ambasad w Sztokholmie i Meksyku (1949), a także wnętrza kasyna Akademii Wychowania Fizycznego (1953), gabinet prezesa Polskiej Akademii Nauk (1954), gabinet prezesa Stronnictwa Demokratycznego (1966), wnętrza sal Biblioteki Narodowej (1966), sal konferencyjnych Ministerstwa Łączności (ok. 1970) i Instytutu Warzywnictwa w Skierniewicach (1973). W latach 70. powrócił do rysowania i malowania z natury.
W latach 1958–1964 pełnił funkcję naczelnika Wydziału Projektów Mebli w Centrali Handlu Meblami. W latach 1961–1970 na łamach tygodnika „Kobieta i Życie” prowadził rubrykę poświęconą poradnictwu mieszkalnemu. Należał do Związku Polskich Artystów Plastyków.
Dwukrotnie żonaty. Od 1938 jego żoną była Helena Bukowska-Szlekys, artystka plastyczka, projektantka tkanin, pedagog. W 1968 ożenił się z Bronisławą z Paderewskich Wilimowską (1906–2004), artystką malarką, wdową po płk. dypl. Stanisławie Wilimowskim. 
Zmarł w Warszawie, spoczął na cmentarzu Wojskowym na Powązkach (kwatera B32-5-28).

## Ordery i odznaczenia
- Krzyż Kawalerski Orderu Odrodzenia Polski (1970)[4]
- Złoty Krzyż Zasługi (11 lipca 1955)[5]
- Medal 10-lecia Polski Ludowej (19 stycznia 1955)[6]
- Brązowy Medal „Za zasługi dla obronności kraju” (1967)[4]
- Odznaka 1000-lecia Państwa Polskiego (1965)[4]
- Odznaka „Zasłużony Działacz Kultury” (1967)[4]